# 紐芬蘭軛鰭菱鮃
紐芬蘭軛鰭菱鮃為輻鰭魚綱鰈形目鰈亞目菱鮃科的其中一種，為溫帶海水魚，分布於北大西洋區，從特倫汗、紐芬蘭到比斯開灣海域，棲息深度1-40公尺，體黑色，有大理石花紋而且有班點，體呈卵形，體長可達25公分，棲息在岩石底質、海藻生長的底層水域，以底棲魚類及甲殼類為食，生活習性不明。